# Siegelhausen
Siegelhausen ist ein Ortsteil und eine Exklave der zentralen Stadtgemarkung von Marbach am Neckar im Landkreis Ludwigsburg in Baden-Württemberg.

## Geografie
Siegelhausen, ein kleiner Weiler mit ca. 30 Einwohnern, liegt etwa fünf Kilometer südöstlich der Kernstadt abseits der Straße zwischen Affalterbach und Hochdorf im Tal des Strombachs, der auch Apfelbach genannt wird.

## Geschichte

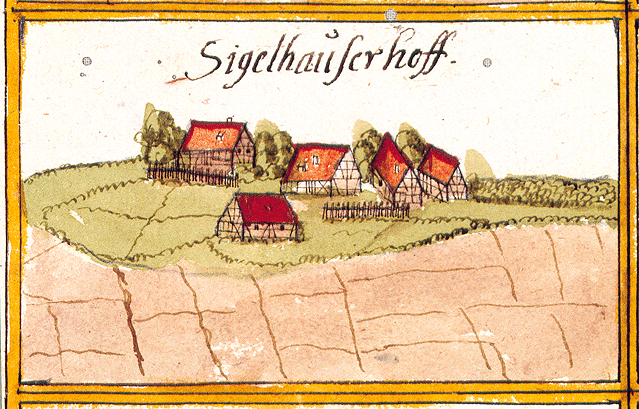
Siegelhausen in der Kieserschen Forstkarte 1686

Zum 25-jährigen Gedächtnistag seines Amtsantritts seinen Mitbürgern gewidmet von Anwalt Rath in Siegelhausen am 23. November 1898

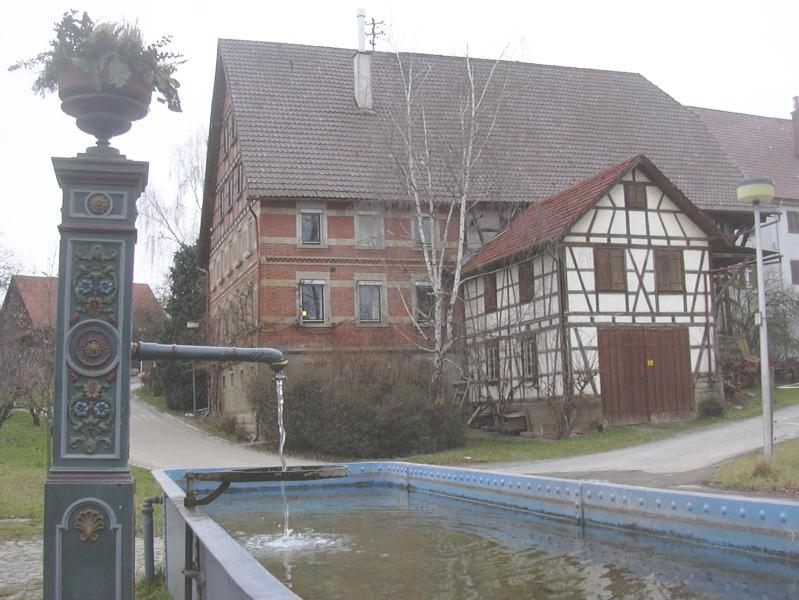
Dorfbrunnen in Siegelhausen, 2006

Siegelhausen wurde 1225 erstmals erwähnt, als der Ort anlässlich eines Kirchenprozesses um die Patronatsrechte der Bittenfelder Kapelle erstmals erwähnt wurde. Der Name des Orts tritt zu dieser Zeit als Siglerhusen oder Sigelarhusin auf. Der Name ist keltischen Ursprungs und kann entweder die Wohnstätte eines Sego oder aber die Wohnstätte an einem Gewässer bezeichnen. Der Ort lag an der Ochsengasse, die möglicherweise schon in vorrömischer Zeit bestand, zur Römerzeit dann einen der Wege zum Kastell Murrhardt bildete und später bis ins 19. Jahrhundert ein wichtiger Handelsweg zwischen dem Schwäbischen Wald und dem Neckarland war. Der nördlich des Ortes dessen Markung durchquerende Weg wurde bei der Flurbereinigung 1910 beseitigt.
1230 schenkten Graf Berthold von Beilstein und seine Gattin, eine geborene von Bonfeld, dem Stift Backnang ein Gut und das Patronatsrecht in Siegelhausen. 1243 erhielt das Stift auch den sonstigen Besitz am Ort durch eine Schenkung von Friedrich von Bonfeld und war daraufhin alleinigen Besitzer Siegelhausens. Das Stift ließ den Besitz als Lehen durch zwei Meier verwalten.
Siegelhausen besaß bereits bei seiner Ersterwähnung eine Kirche (die Martinskirche), zu deren Pfarrbezirk 1458 auch Schwaikheim und Bittenfeld gehörten. 1468 wurde die Pfarrei jedoch nach Bittenfeld verlegt, wohin der Ort bis heute in kirchlicher und schulischer Hinsicht gehört. Nach 1592 existierte die Siegelhäuser Kirche nicht mehr, und der Ort blieb ein kleiner, landwirtschaftlich geprägter Weiler.
Nachdem das Stift Backnang während der Reformation aufgelöst worden war, kam der Besitz am Ort an Württemberg. Daraufhin gehörte Siegelhausen ab 1806 als selbstständige Gemeinde dem Oberamt Backnang an. 1810 wurde Siegelhausen dem Oberamt Marbach zugeordnet. Die beiden Höfe des Ortes kamen als Erbgut an die bisherigen Pächter.
1822 erging durch die württembergische Regierung eine Aufforderung an die Weiler, sich den nächstgelegenen Gemeinden im jeweiligen Oberamt anzuschließen. Für Siegelhausen war dies Affalterbach, da Bittenfeld und Hochdorf dem Oberamt Waiblingen angehörten. Siegelhausen wollte jedoch seine kirchliche und schulische Bindung an das nähergelegene Bittenfeld wahren, die durch eine Eingemeindung nach Affalterbach in Frage gestellt worden wäre. Daher bemühte sich Siegelhausen um eine Eingemeindung nach Marbach, das allerdings keine gemeinsame Grenze mit Siegelhausen hatte. Die Eingemeindung nach Marbach erfolgte 1828 und beließ Siegelhausen seine Bindungen nach Bittenfeld.
Im Zuge der Ablösung des Zehnten im 19. Jahrhundert wurden die Hofpächter zu Eigentümern der einstigen Lehenshöfe und der Acker- und Waldflächen. Als Teilgemeinde Marbachs wurde Siegelhausen von einem Schultheiß (ab 1822 „Ortsvorsteher“ oder „Anwalt“ genannt) verwaltet, der aus den Reihen der wenigen Einwohner gewählt wurde. Die Ortsvorsteher hatten ihre Position meist auf Lebenszeit und traten höchstens aus Altersgründen zurück. Unter ihnen ragt Johann Georg Rath (1847–1922) hervor, der das Amt von 1873 an für 45 Jahre innehatte und für seine Verdienste mit mehreren Orden ausgezeichnet wurde. Er hat sich um die Familien- und Ortsgeschichte bemüht und auch Gedichte verfasst. Während seiner Amtszeit erhielt Siegelhausen 1896 eine eigene Feuerwehrspritze, wenig später auch ein Spritzenhaus. 1913 erfolgte der Anschluss an die Elektrizitätsversorgung.
1935 wurde der Ort zum Stadtteil von Marbach, wodurch ein eigener Ortsvorsteher für Siegelhausen entfiel. Für den Vertrauensmann zwischen den Bürgern und der Stadtverwaltung hat sich jedoch der Begriff „Anwalt“ erhalten. In der zweiten Hälfte des 20. Jahrhunderts hatte der Landwirt Rudolf Häußermann dieses Amt ab 1953 für mehrere Jahrzehnte inne.
1944 wurden Spreng- und Brandbomben über dem Ort abgeworfen und richteten Sachschäden an. 
1963 erfolgte der Anschluss an die Affalterbacher Wasserversorgung. 1978 und 2003 wurden Jubiläumsfeiern zum 150. bzw. 175. Jahrestag der Eingemeindung abgehalten.